# Romaldkirk
Romaldkirk – wieś i civil parish w Anglii, w hrabstwie Durham. Leży 35 km na południowy zachód od miasta Durham i 365 km na północ od Londynu. W 2011 roku civil parish liczyła 169 mieszkańców.